# Эджуорт, Мария
Мария Эджуорт, Мария Эджворт, мисс Эджеворт (англ. Maria Edgeworth, 1 января 1767, Блэк Буртон, Оксфордшир — 22 мая 1849, Мяхас-Тримь, Лонгфорд) — английская (ирландская) писательница, эссеист, публицист. Известна в первую очередь как автор романов «Замок Рэкрент» и «Вдали отечества».

## Биография

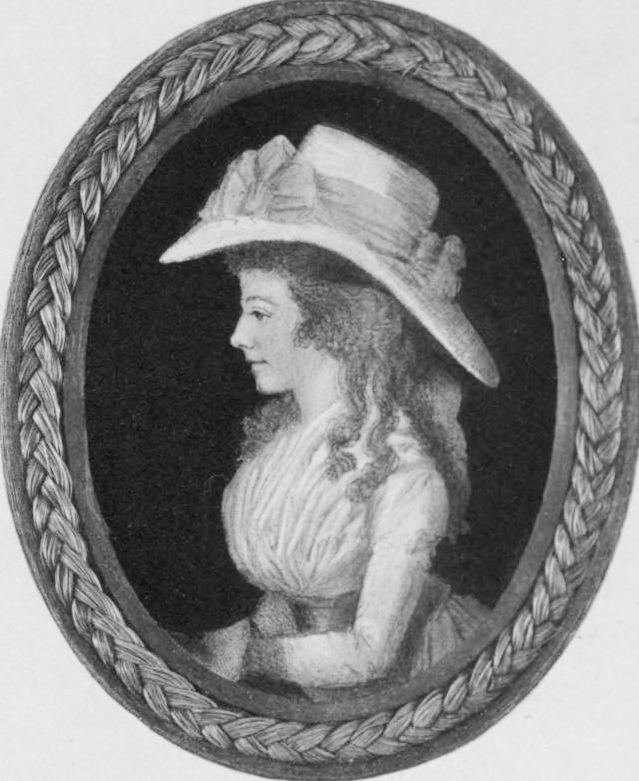
Мария Эджуорт

Мария Эджуорт родилась 1 января 1768 года в городе Оксфордшире; дочь Ричарда Эджуорта, богатого ирландского землевладельца, писателя и изобретателя, радикала в политике.
Дебютировала на литературном поприще «Письмами к любительницам словесности» (1795) о праве женщин на образование; их развитием стал написанный Марией вместе с отцом трактат «Практическое образование» (1798). В 1802—1803 годах путешествовала с семьей по Бельгии и Франции. В 1813 году познакомилась в Лондоне c Байроном. Большую часть жизни провела в Ирландии. Отец умер в 1817 году, Эджуорт завершила и издала его «Мемуары» (опубл. 1820, 2 т.).
Деятельно помогала бедным во время Великого голода в Ирландии.
Мария Эджуорт скончалась 22 мая 1849 года в Мяхас-Тримь.

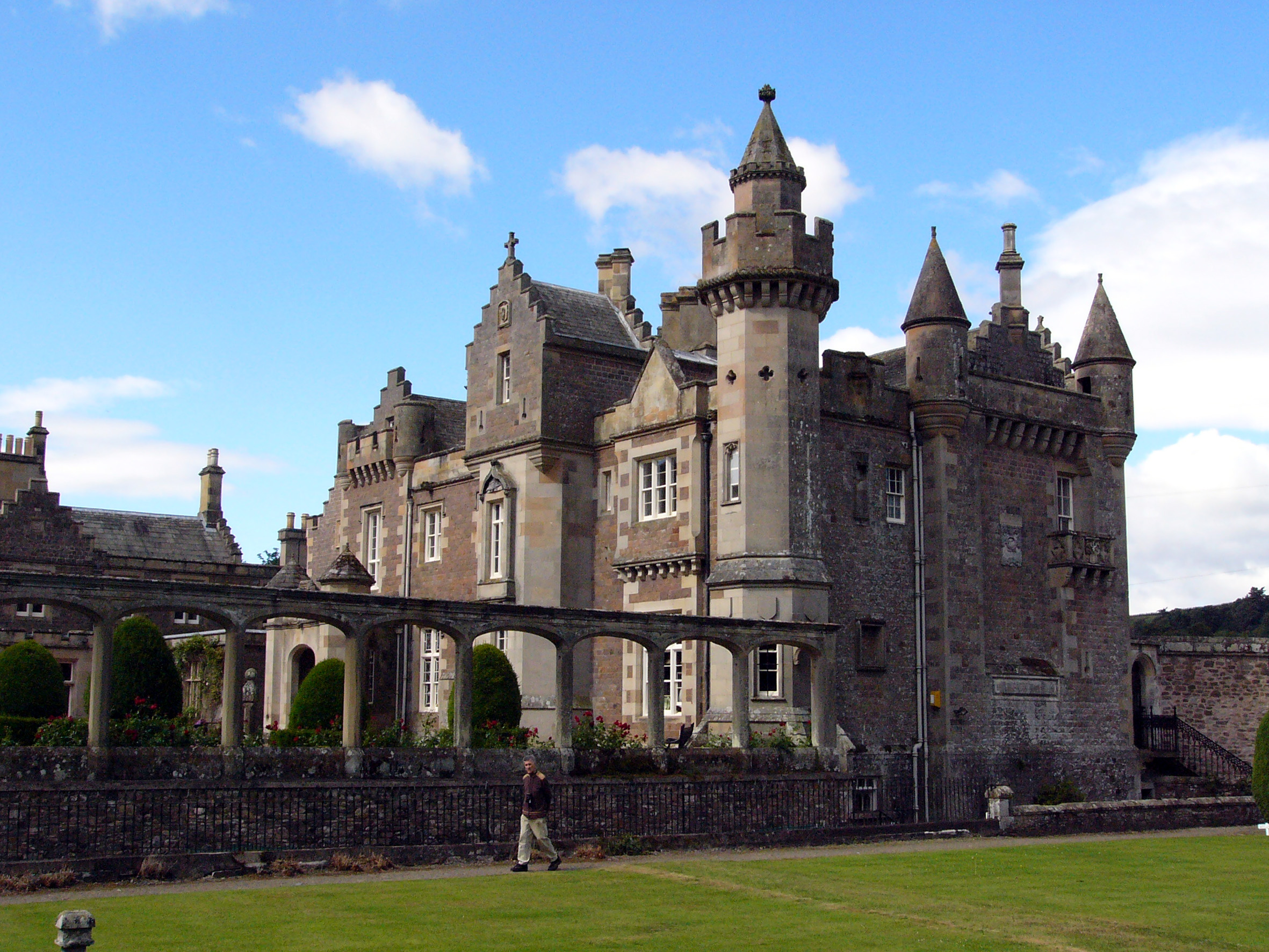
Эбботсфорд

Роман Эджуорт «Замок Рэкрент» (1800) стал первым в Европе историческим и первым в Великобритании региональным романом, он, как и роман «Вдали отечества» (1812), получил высокую оценку Вальтера Скотта, с которым писательница вела многолетнюю переписку и которого посетила в его шотландском поместье Эбботсфорд. Написала также несколько романов о жизни современного английского общества («Белинда», 1801; «Элеонора», 1806, и другие), исторический роман «Харрингтон» (1817) о Лондонском бунте Гордона 1780 года, а также цикл моралистических историй для детей («Нравоучительные сказки», 1801).